# Capécitabine
La capécitabine est un médicament anticancéreux qui appartient à la famille des fluoropyrimidines. Il interfère avec la croissance des cellules qui se multiplient rapidement. Son originalité tient dans le fait qu’il s’agit d’un médicament qui peut être pris par voie orale sur plusieurs jours en continu, à la différence des formes intraveineuses qui sont d’administration intermittente.
La capécitabine est inactive, cependant une fois absorbée elle est transformée au niveau de la tumeur en une forme active.

## Efficacité
Dans le cancer du côlon, elle est aussi efficace que l'association fluorouracile-leucovorine.
Dans le cancer de l'estomac, elle peut être associée à l'oxaliplatine après gastrectomie.
La capécitabine est surtout indiquée dans les cancers du sein qui n’ont pas répondu aux traitements classiques.
Dans les cancers nasopharyngés, donné à petites doses de manière quotidienne, il permet la prolongation de la rémission.
Elle peut soigner la fièvre aphteuse dans les très rares cas d'humains touchés.

## Effets indésirables
Les effets indésirables sont la diarrhée, les nausées, les vomissements, les ulcérations au niveau des gencives et de la muqueuse de la bouche. Plus rarement, sont observées des chutes des plaquettes, globules blancs et globules rouges.

Un inconvénient particulier, qui nécessite une réduction de dose, est constitué par l’apparition à la paume des mains et à la plante des pieds, d’ulcères, d’ampoules, de douleurs et de rougeurs.

Prise pendant de longues périodes, la capécitabine peut effacer les empreintes digitales.

## Spécialités à base de capécitabine
Belgique, France, Suisse : Xeloda